# 선불 휴대 전화

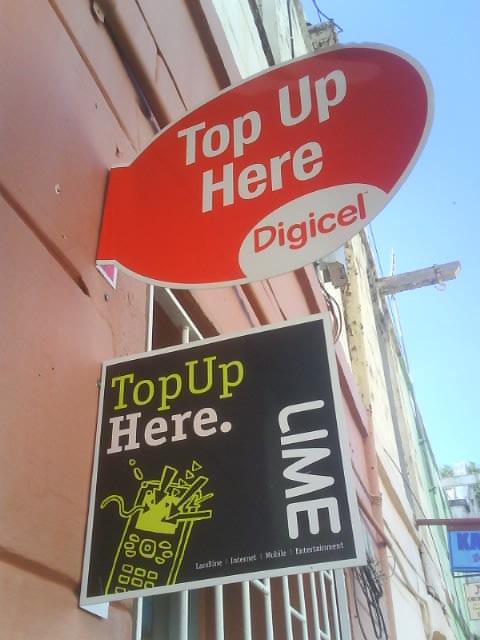
선불 충전이 가능함을 알리는 표지판

선불 휴대 전화, 선불 모바일 장치, PAYG(prepaid mobible phone, prepaid mobile device, pay-as-you-go, pay-as-you-talk, pay and go, go-phone, prepay)는 통신 서비스 이용에 앞서 대금을 미리 지불하는 스마트폰 등의 휴대 장치다. 선불금은 서비스 접근 또는 소비 시점에 전기통신 서비스 지불을 위해 사용된다. 신용이 없다면 휴대전화망/인텔리전트 네트워크에 의해 접근이 거부된다. 사용자들은 다양한 지불 매커니즘을 이용하여 언제든지 자신의 신용을 보충할 수 있다. (PAYG나 이와 비슷한 용어는 전기 통신이 아닌 기타 서비스에도 선불 보증금 지불에 사용된다.)
대안이 되는 청구 방식으로(흔히 '모바일 계약'을 통해) 후불 휴대 전화가 있으며 이는 사용자가 가상 이동 통신망 사업자나 모바일 네트워크 운영자 등 휴대 전화 운영자와의 장기간 계약(12, 18, 24개월) 또는 단기 계약(자동 지불 또는 30일 계약)을 하는 방식으로 이루어진다.

## 지불 방식
- 신용카드, 직불 카드,[1] 또는 온라인 지불 프로세서.
- ATM을 이용한, 은행 계좌에서 직접 출금[2][3][4]
- 리필(refill) 카드로 구매.
- 스와이프 카드를 이용한 구매.
- 온라인 구매.

## 역사
선불 휴대 전화의 역사는 1990년대에 시작된다. 이 시기 전까지는 모든 휴대 전화 서비스들은 후불 방식으로 제공되었으며 신용등급이 낮은 사람들은 접근하지 못했다.
선불 모바일 서비스는 알렌 해리스가 설립한 오렌지군의 기업 서브스크라이버 컴퓨팅(Subscriber Computing, Inc., 1987~1998년)에 의해 발명되었다.
이 발명을 아우르는 특허는 US-5291543-A 보관됨 2018-10-01 - 웨이백 머신, filled 12/5/1990 and awarded in 9/15/1992; and US-5148472-A 보관됨 2018-10-01 - 웨이백 머신로서 1990년 12월 5일 청원되어 1992년 9월 15일 수여되었다.
선불 서비스는 1989년 6월 메트로 모바일에 판매되었으며 1989년 11월 구현되었다.

한국의 선불서비스 시작은 나라콤(현재 앤알커뮤니케이션)으로부터 시작되었다. 2000. 1. 24 KTF와 합작하여 서비스를 시작하였고, 지금은 독립하여 앤텔레콤(MVNO) 선불서비스를 하고 있다.

## 같이 보기
- 모바일 브로드밴드
- 스마트폰
- SIM 카드